# Suchosaurus cultridens
Suchosaurus girardi es una especie conocida  y tipodel género dudoso extinto Suchosaurus ("lagarto cocodrilo") de dinosaurio terópodo espinosáurido que vivó a principios del período Cretácico, hace 139 millones de años, en el Valanginiense, de lo que es hoy Europa. Aproximadamente en 1820, el paleontólogo británico Gideon Mantell adquirió dientes descubiertos cerca de Cuckfield en la Arcilla de Wadhurst de Sussex Oriental, parte de un lote con el número de inventario actual BMNH R36536. En 1822, después de una identificación de William Clift, informó que estos pertenecían a cocodrilos. En 1824, los dientes fueron mencionados e ilustrados por Georges Cuvier, representando la primera ilustración fósil de un dinosaurio espinosáurido, aunque este grupo no sería reconocido hasta casi otro siglo. En 1827 Mantell describió dientes adicionales, señalando las similitudes con los cocodrilos Teleosaurus y Gavialis. [3] Uno de estos dientes es el presente espécimen BMNH R4415, otros son parte de BMNH R36536.
En 1841 , el paleontólogo británico Richard Owen nombró, basándose en BMNH R36536 como una serie de sintipos, un subgénero Crocodylus (Suchosaurus) con una especie tipo Crocodylus (Suchosaurus) cultridens. El nombre subgenérico se derivó del griego σοῦχος, souchos, el nombre del dios cocodrilo egipcio Sobek. Esto reflejaba las supuestas afinidades taxonómicas; en ese momento no se conocían los hocicos de cocodrilo de los espinosáuridos. El nombre de la especie se deriva del latín culter , "daga" y dens , "diente", en referencia a la forma alargada de los dientes. En 1842, Owen volvió a mencionar el taxón como un subgénero, posteriormente, él y otros trabajadores lo usarían como un género completo a Suchosaurus. En 1842 y 1878, Owen refirió algunas vértebras a Suchosaurus, pero Richard Lydekker las identificó más tarde como probablemente pertenecientes a dinosaurios ornitisquios. En 1884, Owen indicó un diente como " Suchosaurus leavidens " en una leyenda, esto generalmente se ve como un lapsus calami, o "resbalón de la pluma", porque esta especie no se menciona más.
Durante el siglo XIX y la mayor parte del siglo XX, se solía considerar que Suchosaurus había sido un cocodrilo poco conocido, quizás perteneciente a Pholidosauridae. Dientes individuales comparables descubiertos en Inglaterra fueron referidos al género. Sin embargo, al publicar una redescripción de Baryonyx en 1998, la paleontóloga británica Angela Milner se dio cuenta de que los dientes de ese dinosaurio espinosáurido eran extremadamente similares a los de Suchosaurus. En 2003, sugirió que ambos géneros representaban al mismo animal. Una identidad implicaría que el nombre Suchosaurus tiene prioridad. sin embargo, los dientes de Suchosaurus también son indistinguibles de los de Cristatusaurus y Suchomimus, lo que lo convierte en un barioniquino indeterminado.
Buffetaut estuvo de acuerdo con Milner en que los dientes de S. cultridens eran casi idénticos a los de B. walkeri, pero con una superficie más acanalada. por lo que S. cultridens podría ser un sinónimo senior de B. walkeri, desde que se publicó por primera vez, dependiendo de si las diferencias eran dentro de un taxón o entre diferentes. Según Buffetaut, dado que el espécimen holotipo de S. cultridens es un diente desgastado y el de B. walkeri es un esqueleto, sería más práctico conservar el nombre más nuevo. En 2011, el paleontólogo portugués Octávio Mateus y sus colegas coincidieron en que Suchosaurus estaba estrechamente relacionado con Baryonyx , pero consideró a ambas especies en Suchosaurus eran nombres dudosos ya que sus especímenes holotipo no se consideraban diagnósticos, carecerían de características distintiva) y no podían equipararse definitivamente con otros taxones.
La Formación de arcilla Wadhurst, parte del Grupo Wealden, data de la etapa Valanginiense del Período Cretácico Inferior, hace aproximadamente 139,8 a 132,9 millones de años. Se compone principalmente de pizarras y lutitas. Otros dinosaurios que compartían este entorno con Suchosaurus incluían a los Barilium e Hypselospinus, así como a la dudosa especie Altispinax dunkeri y un maniraptoriano sin nombre. Coexistieron con el plesiosaurio Hastanectes, el crocodiliforme Goniopholis y los mamíferos Loxaulax, Aegialodon, Laolestes, y Spalacotherium.